# Henri, Conte de Paris, Duce de Franța
Prințul Henri de Orléans, Conte de Paris, Duce de Franța (Henri Philippe Pierre Marie Prince d'Orléans; n. 14 iunie 1933, Woluwe-Saint-Pierre, Comunitatea Francofonă din Belgia⁠(d), Belgia – d. 21 ianuarie 2019, Paris, Métropole du Grand Paris, Franța) a fost pretendent orléanist la tronul Franței. A fost șeful Casei Orléans, descendent pe linie masculină al regelui Louis-Philippe I d'Orléans, care a domnit în Franța din 1830 până în 1848. Henri a fost ofițer, autor și pictor.
A fost fiul cel mare al Contelui Henri de Paris (1908–1999) și a soției acestuia, prințesa Isabela de Orléans-Braganza. Din cauza legii din 1886 care a exilat permanent din Franța șefii vechilor case regale și pe fiii lor cei mari, s-a născut la Woluwe-Saint-Pierre, în Belgia.